# Rovnice směny
Rovnice směny, Fisherova transakční rovnice nebo kvantitativní rovnice peněz je vztah mezi množstvím peněz v oběhu, oběžnou rychlostí peněz, množstvím směňované produkce a cenovou hladinou. Poprvé ho navrhl americký ekonom Irving Fisher v roce 1911.
Rovnice směny může být vyjádřena vztahem:
{\displaystyle M\cdot V=P\cdot Q}
kde pro dané období je význam proměnných:
{\displaystyle M\,} celkové množství peněz v oběhu,
{\displaystyle V\,} oběžná rychlost peněz, tedy průměrná frekvence, s níž se jednotka peněz utratí,
{\displaystyle P\,} cenová hladina a
{\displaystyle Q\,} množství směňované produkce.